# Maurice Champion (historien)
Pour les articles homonymes, voir Maurice Champion.
Maurice Champion, né le 29 mars 1824 à Paris où il est et mort le 17 décembre 1878, est un historien français.
Il fut le secrétaire de l'historien Baptiste Capefigue. On lui doit un ouvrage majeur, sur les inondations en France du VIe au XIXe siècle, qui fait toujours autorité en la matière.

## Ouvrages
- Mémoire autographe de M. de Barentin, chancelier et garde des sceaux, sur les derniers conseils du roi Louis XVI, précédé d'une notice biographique sur M. de Barentin, Comptoirs des imprimeurs réunis, Paris, 1844 (OCLC 4486140) lire en ligne sur Gallica.
- Frédéric Soulié, sa vie et ses ouvrages, orné de son portrait et suivi des discours prononcés sur sa tombe par MM. Victor Hugo, Paul Lacroix, et Antony Béroud, Moquet, Paris, 1847 (OCLC 33025717)
- Les Inondations en France depuis le VIe siècle jusqu'à nos jours, recherches et documents contenant les relations contemporaines, les actes administratifs, les pièces officielles, etc. de toutes les époques, avec détails historiques sur les quais, ponts, digues, chaussées, levées, etc.,  publiés, annotés et mis en ordre par M. Maurice Champion, V. Dalmont, Paris, 6 volumes, 1858-1864 (OCLC 17558448) : t. 2 (1859) sur Google Livres, t. 3 (1861) sur Google Livres, t. 4 (1862) sur Google Livres, t. 5 (1864) sur Google Livres, t. 6 (1864) sur reader.digitale-sammlungen.de
- La Fin du monde et les comètes au point de vue historique et anecdotique, A. Delahays, Paris, 1859